# Districte de Dinha
El Districte de Dinha és un districte francès del departament dels Alps de l'Alta Provença, a la regió de Provença-Alps-Costa Blava. Té 10 cantons i 65 municipis. El cap del districte és la prefectura de Dinha.

## Cantons
- cantó de Barrema ;
- cantó de Dinha Est ;
- cantó de Dinha Oest ;
- cantó de La Jàvia ;
- cantó de Lei Meas ;
- cantó de Mesèu ;
- cantó de Mostiers Santa Maria ;
- cantó de Riés ;
- cantó de Sanha ;
- cantó de Valençòla.